# Бренер Роман Борисович
Роман Борисович Бренер (1 січня 1932, Запоріжжя — 1991) — радянський стрибун у воду. Дворазовий чемпіон Європи.

## Біографія
Народився 1 січня 1932 року у Запоріжжі. 
Під час війни працював у театрі освітлювачем. 
У дитинстві цікавився стрибками у воду, сам записався до секції до тренера Валерії Михайлівни Матулевич. 
Виступав за команду «Трудові резерви» (Москва), з 1950 року — за ЦСКА. 
У 1954 році першим із радянських стрибунів завоював звання чемпіона Європи. 
Роман Бренер брав участь у двох Олімпіадах, але призових місць не зайняв: на Іграх 1952 року він був 5-м у стрибках з трампліна та 8-м у стрибках з вежі, а на Іграх 1956 року став 6-м у стрибках з трампліна та 5-му у стрибках з вишки. 
Трагічно помер 1991 року.

## Спортивні досягнення
- дворазовий чемпіон Європи (1954 — у стрибках з трампліна і з вишки)
- десятиразовий чемпіон СРСР (1950-1954 і 1958-1960 — у стрибках з трампліна; 1951, 1962 — у стрибках з вишки)